# Jordans (Buckinghamshire)
Jordans ist ein Dorf in der Unitary Authority Buckinghamshire in England westlich von London, das eng mit den Quäkern verbunden ist.

## Geographie
Jordans liegt in South East England in Buckinghamshire westlich von London und dem M25 motorway und nördlich des M40 motorway, ungefähr in der Mitte eines Städte-Vierecks mit Amersham, Beaconsfield, Gerrards Cross und Rickmansworth. Es gehört zum Civil Parish von Chalfont St Giles, einer Kleinstadt nördlich von Jordans, das im Süden des Civil Parish liegt. Im näheren Umfeld des Dorfes liegt im Norden der Oakland Park Golf Club, im Westen das Dorf Seer Green und im Süden die Eisenbahnstrecke Chiltern Main Line. Südlich und östlich des Dorfes befinden sich mehrere Forste. Das auf knapp hundert Metern Höhe liegende Dorf gehört zum britischen Wahlkreis Chesham and Amersham.  Nördlich befinden sich die Chiltern Hills.

## Geschichte

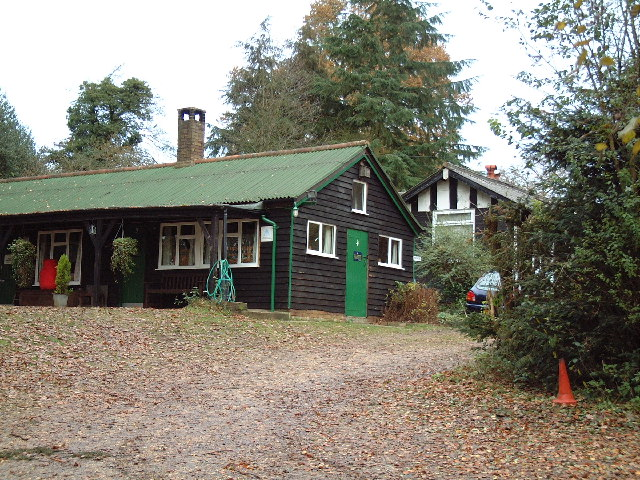
Das Hostel von Jordans

Jordans’ Entwicklung mit den Quäkern verbunden, die seit dem 17. Jahrhundert an der Dorfgeschichte mitschreiben. Zu dieser Zeit war es ein Zentrum der religiösen Gemeinschaft. 1688 wurde das Jordans Meeting House errichtet, das laut einer Legende aus dem Holz der Mayflower gebaut wurde, auf jeden Fall aber eines der ältesten seiner Art im Vereinigten Königreich ist. Auf dem Friedhof neben dem Meeting House liegt unter anderem William Penn, Gründervater von Pennsylvania, begraben. Im 20. Jahrhundert gab es Bemühungen seitens der örtlichen Gemeinschaft, aus Jordans ein Modelldorf zu machen. Dafür kaufte man das umliegende Land, errichtete mehrere Cottages, ein Hostel und mehrere Werkstätten. Ziel war es, unterschiedlichste Unternehmen zu gründen, die sowohl die lebensnotwendigen Güter herstellen sollten als auch zur Selbstverwirklichung und zur Stärkung des Charakters, frei nach den Vorbildern William Morris und John Ruskin beitragen sollten. Diese Unternehmen waren landwirtschaftlicher oder handwerklicher Natur; so existierten Baustoffhersteller, ein holzverarbeitendes Unternehmen, eine Schusterei und eine Weberei. Die Unternehmen agierten unter dem Schirm einer Muttergesellschaft namens Jordans Village Industries Ltd, deren Anteilseigner die Dorfbewohner waren. Die Muttergesellschaft existiert noch heute.

## Infrastruktur
Im Dorf selbst gibt es ein Waldstück namens Crutches Wood sowie zwei Grünflächen, das Chalky Field und eine Freifläche, die als Freizeitgelände genutzt wird. Jordans hat auch ein eigenes Postbüro, einen Kindergarten sowie einen Tennisclub.

## Verkehr
Zusammen mit Seer Green hat Jordans einen eigenen Haltepunkt an der Bahnlinie Chiltern Main Line. Eine Buslinie verkehrt von Jordans über Beaconsfield und Holtspur nach Loudwater.

## Bauwerke
Im Dorf gibt es dreizehn Gebäude, die in die Statutory List of Buildings of Special Architectural or Historic Interest aufgenommen wurden. Mit Ausnahme des Jordans Meeting House als Grade I building sind es alle Grade II buildings. Auch mehrere Farmhäuser im Umland wurden in der Vergangenheit gelistet, allesamt ebenfalls als Grade II buildings.